# 梁有譽
梁有譽（1519年—1554年），字公實，號蘭汀，廣東廣州府順德縣乾滘（今佛山市顺德区北滘鎮廣教村）人，祖籍江西南昌府，明朝文學家、政治人物。

## 生平
正德十四年（1519年）九月十六日出生。早年師從黃佐，與同窗好友黎民表、歐大任等人相與唱和，世稱“南園後五子”。嘉靖二十二年（1543年）癸卯科廣東鄉試第十一名舉人，二十九年（1550年）登庚戌科進士，同榜有宗臣、徐中行、吳國倫等。初授刑部主事，在北京時與詩人李攀龍、王世貞、謝榛、宗臣、徐中行、吳國倫共結詩社，史稱後七子。嘉靖三十二年（1553年），因思親稱病歸里，閉門讀書。即使有大吏至，亦辭不見。嘉靖三十三年十一月初三日（1554年11月27日），在南海時與黎民表相約遊羅浮，受海風吹襲，得風寒而卒。

## 著作
著有《蘭汀存稿》八卷，又名《比部集》。

## 家族
曾祖梁信；祖父梁韶，贈南京河南道監察御史；父梁世驃，曾任按察司僉事。母張氏（封孺人）。

## 延伸阅读
[在维基数据编辑]
 《國朝獻徵錄·卷之四十七》，出自焦竑《國朝獻徵錄》
 《明史卷二百八十七》，出自《明史》